# FK Genclerbirliyi Sumqayit
El FK Genclerbirliyi Sumqayit (en azerí: FK Gənclərbirliyi Sumqayıt) fue un equipo de fútbol de Azerbaiyán que jugó en la Liga Premier de Azerbaiyán, la primera categoría nacional.

## Historia
Fue fundado en el año 2003 en la ciudad de Sumqayit como parte de la Primera División de Azerbaiyán para la temporada 2003/04, de la cual salió campeón.
Llegó a participar en cuatro temporadas consecutivas de la Liga Premier de Azerbaiyán donde generalmente estuvo en los puestos de descenso, aunque alcanzó en dos ocasiones los cuartos de final de la Copa de Azerbaiyán.
El equipo descendería en la temporada 2007/08 y desaparecería. Jugó 74 en la primera categoría donde ganó 22, empató 20 y perdió 68; anotó 94 goles y recibió 217.

## Palmarés
- Primera División de Azerbaiyán: 1

2003/04

## Temporadas
| Temporada | Liga | Liga | Liga | Liga | Liga | Liga | Liga | Liga | Liga | Copa | Goleador                                        | Goleador | Entrenador |
| Temporada | Div. | Pos. | J    | G    | E    | P    | GF   | GC   | PTS  | Copa | Nombre                                          | Goles    | Entrenador |
| --------- | ---- | ---- | ---- | ---- | ---- | ---- | ---- | ---- | ---- | ---- | ----------------------------------------------- | -------- | ---------- |
| 2003–04   | 2    | 1    | 14   | 12   | 2    | 0    | 58   | 7    | 38   | 1/16 |                                                 |          |            |
| 2004–05   | 1    | 12   | 34   | 9    | 6    | 19   | 32   | 28   | 33   | 1/4  | Issa Nikiema                                    | 16       | Amrouche   |
| 2005–06   | 1    | 11   | 26   | 6    | 9    | 11   | 25   | 37   | 27   | 1/16 | Pathé Bangoura                                  | 12       |            |
| 2006–07   | 1    | 12   | 24   | 3    | 3    | 18   | 16   | 54   | 12   | 1/4  | Issa Nikiema                                    | 4        | Ilie Karp  |
| 2007–08   | 1    | 13   | 26   | 4    | 2    | 20   | 21   | 68   | 14   | 1/16 | Səbuhi Sadiqov Tomislav Stanić Ismayil Mammadov | 3        | A.Talybov  |